# De Behault (familie 2)

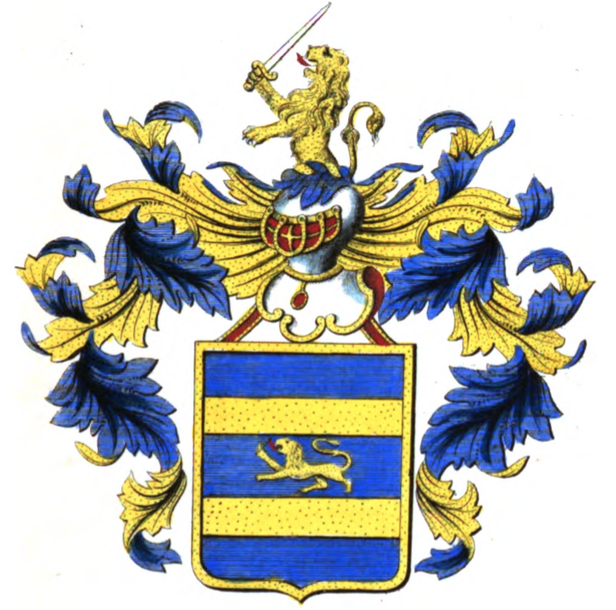
Wapen van de familie de Behault en de Behault Dornon

De Behault is een Zuid-Nederlandse adellijke familie, gekend onder de namen de Behault en de Behault Dornon.

## Geschiedenis
De bewezen stamreeks begint met Michel de Behault, vader van Jean de Behault van welke laatste een dochter in 1582 werd gedoopt en daarmee als eerste lid van het geslacht gedateerd wordt vermeld. In 1726 werd door keizer Karel VI adelsverheffing verleend aan Dominique de Behault, luitenant-provoost van de stad Bergen. Vele leden waren bestuurlijk of juridisch actief in Bergen, onder andere als schepen.
Het is waarschijnlijk dat de familie in de vijftiende eeuw een gemeenschappelijke voorvader had met de familie de Behault de Warelles en de Behault du Carmois, eveneens uit Bergen. Het bewijs hiervan kon echter niet worden geleverd.
Anno 2017 leefden er nog 15 mannelijke telgen, geboren tussen 1949 en 2016.

## Genealogie
- Dominique-Jacques de Behault (°1663), x Catherine du Bois (1667-1710).
  - Nicolas-François de Behault (1698-1775), x Celestine Desmanet.
    - Emmanuel de Behault (1734-1808), x Marie-Thérèse de Viana (1741-1772).
      - Nicolas-Joseph de Behault (zie hierna).

  - Emmanuel-Ignace de Behault (1706-1777), x Marie-Jeanne Trivière (1708-1769).
    - Emmanuel de Behault (1740-1788), x Amélie de la Roche (1738-1793).
      - Ernest-Eugène de Behault Dornon (zie hierna).

## Nicolas Joseph de Behault
- Nicolas Joseph Gratien de Behault (Bergen, 28 januari 1771 - 5 februari 1857) werd in 1822 erkend in de erfelijke adel van het Verenigd Koninkrijk der Nederlanden. Hij werd lid van de Ridderschap van Henegouwen. Hij trouwde in 1801 met Agathe de Bagenrieux (1771-1802) en vervolgens in 1803 met Marie de Biseau (1773-1843), met wie hij vijf kinderen had.
  - Camille de Behault (1804-1881), x Flore de Bousies (1800-1882), dochter van ridder Hyacinthe de Bousies, voorzitter van de Ridderschap in Henegouwen.
  - Prosper de Behault (1810-1893), x in Gent in 1834 met Mathilde Limnander (1808-1895).
    - Arthur de Behault (1835-1918), x Julie de Valenzi (1838-1872), xx Marie de Schiervel (1853-1933), dochter van Jacques (Gustave) de Schiervel d'Altembrouck en Marguerite Vilain XIIII. Met zijn tweede vrouw had hij twaalf kinderen[1].
      - Adrien de Behault (1884-1966), voorzitter van het college van commissarissen van Union Chimique Belge, x Anne-Marie de la Croix (1901-1976).
        - Jean de Behault (1924-1989), x Danielle Jacobs van Merlen (1930-1988)
          - François de Behault (1962), x Valérie de Cambry de Baudimont, chef de famille
            - Nicolas de Behault (1991), x Pauline Gaillard, vermoedelijke opvolger als chef de famille

        - André de Behault (1925-1991), x Marianne de Kerchove d'Exaerde (1928-1995), met afstammelingen tot heden.

      - Gaston de Behault (1886-1941), x Geneviève de Wavrin-Villers-au-Tertre (1893 - concentratiekamp Ravensbrück, april 1945). Na de dood van haar man trad Geneviève toe tot het Verzet. Ze werd opgepakt in september 1943 en opgesloten in Gent en Sint-Gillis, vervolgens weggevoerd naar Gross Strehlitz en ten slotte naar Ravensbrück, waar ze in ellendige omstandigheden, korte tijd voor de bevrijding van het kamp, overleed[2].
        - Ghislain de Behault (1916-1989) ontvluchtte België in 1941 en werd piloot bij de RAF[3]. Hij trouwde in Londen in 1947 met Olga Bersani (1919-2016). Ze kregen twee dochters en een zoon.
          - Charles-Albert de Behault (°1949), licentiaat in de rechten en de handels- en financiële wetenschappen, genealoog, trouwde in 1975 met Claudine de Duve (°1951). Met afstammelingen tot heden.

## Ernest de Behault Dornon
- Ernest Eugène François Eugène de Behault (Bergen, 13 mei 1770 - 20 augustus 1838) werd in 1827, eveneens onder het Verenigd Koninkrijk der Nederlanden, erkend in de erfelijke adel onder de naam De Behault Dornon. Hij trouwde in 1804 met Joséphine de Cussemet de Dornon (1771-1828).
  - Nicolas Sisine Eugène de Behault Dornon (1808-1883), x Reine Desterdu (1812-1899).
    - Vincent de Paul Adolphe Sisine Ernest de Behault Dornon (1847-1924) directeur-generaal bij het ministerie van Arbeid, x Emélie de Bal (1853-1918).
      - Ernest Joseph Raymond de Behault Dornon (1882-1928), componist.

    - Camille de Behault Dornon (1849-1930), x Joséphine Gevers (1854-1954). Ze hadden zes dochters.
    - Jean l'Évangéliste Mariano Armand de Behault Dornon (1853-1932), directeur bij het ministerie van Buitenlandse zaken, secretaris van de société d'archéologie de Bruxelles, historicus. Hij trouwde met Armande Lambinon (1854-1921) en ze hadden een dochter.

De familie de Behault Dornon (van wie leden ook vaak de naam schreven als de Behault de Dornon) is uitgedoofd.